# Bòston
|  | Per a altres significats, vegeu «Boston (desambiguació)». |

El bòston és una variant del vals d'origen anglosaxó de ritme lent anomenat, també, vals bòston, en voga durant els anys 20 del segle xx, que arribà a formar part dels balls obligatoris als primers Campionats del Món de Ball. Va sorgir a la costa est dels Estats Units al final del segle xix per a interpretar ritmes de jazz i de ragtime i és, juntament amb el one-step, un dels primers balls basats en el pas endavant i que serà emprat com a patró pel fox-trot, el vals anglès (quarts de volta) i el tango europeu. Es balla amb un cop de taló seguit de dos o més passos sobre la punta dels peus. Després, aquests passos arribaran a ser substituïts per encreuaments de peus (lock steps). El boston two steps és una de les seues modalitats.